# Lake Havasu City
Lake Havasu City és una població dels Estats Units a l'estat d'Arizona. Segons el cens del 2007 tenia 56.603 habitants.

## Demografia
Segons el cens del 2000, Lake Havasu City tenia 41.938 habitants, 17.911 habitatges, i 12.716 famílies La densitat de població era de 376,2 habitants/km².
Dels 17.911 habitatges en un 22,5% hi vivien nens de menys de 18 anys, en un 59,4% hi vivien parelles casades, en un 7,7% dones solteres, i en un 29% no eren unitats familiars. En el 22,8% dels habitatges hi vivien persones soles l'11,8% de les quals corresponia a persones de 65 anys o més que vivien soles. El nombre mitjà de persones vivint en cada habitatge era de 2,32 i el nombre mitjà de persones que vivien en cada família era de 2,69.
Per edats la població es repartia de la següent manera: un 19,4% tenia menys de 18 anys, un 5,7% entre 18 i 24, un 21,6% entre 25 i 44, un 27,7% de 45 a 60 i un 25,5% 65 anys o més.
L'edat mediana era de 48 anys. Per cada 100 dones de 18 o més anys hi havia 94,3 homes.
La renda mediana per habitatge era de 36.499 $ i la renda mediana per família de 41.393 $. Els homes tenien una renda mediana de 31.594 $ mentre que les dones 21.576 $. La renda per capita de la població era de 20.403 $. Aproximadament el 6,6% de les famílies i el 9,5% de la població estaven per davall del llindar de pobresa.

## Poblacions més properes
El següent diagrama mostra les poblacions més properes.